# Список игроков НХЛ, набиравших 8 и более очков в одной игре

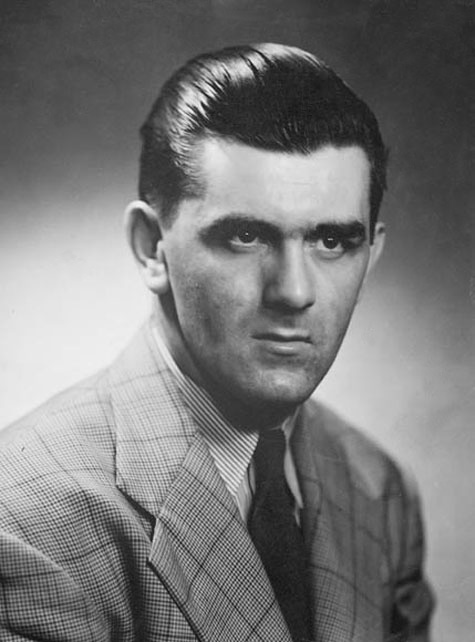
Морис «Ракета» Ришар — первый игрок, набравший 8 очков за матч в НХЛ

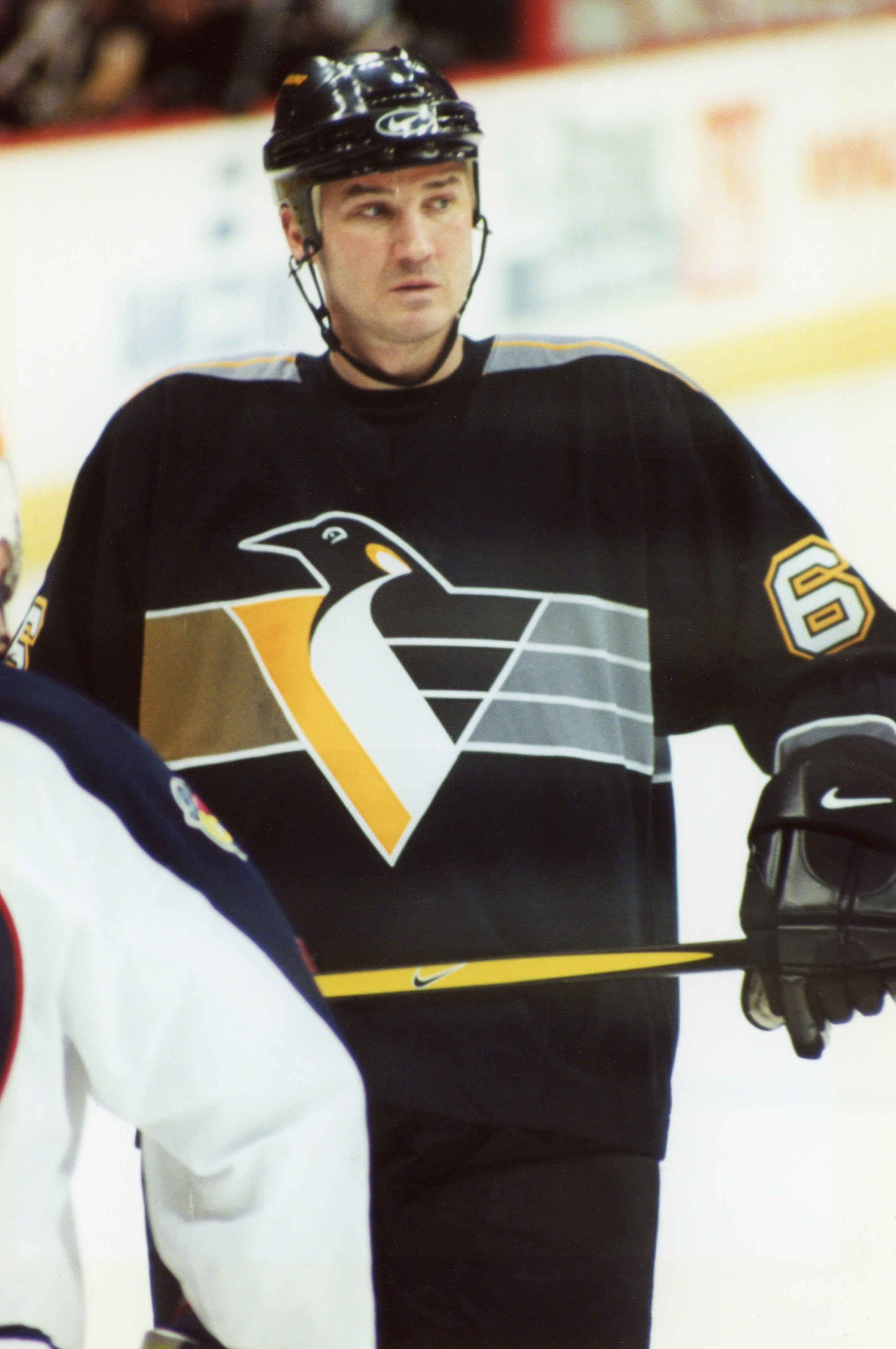
Только Марио Лемьё удалось набрать 8 очков за матч трижды в карьере в НХЛ, при чём сделал он это в одном сезоне — 1988/89

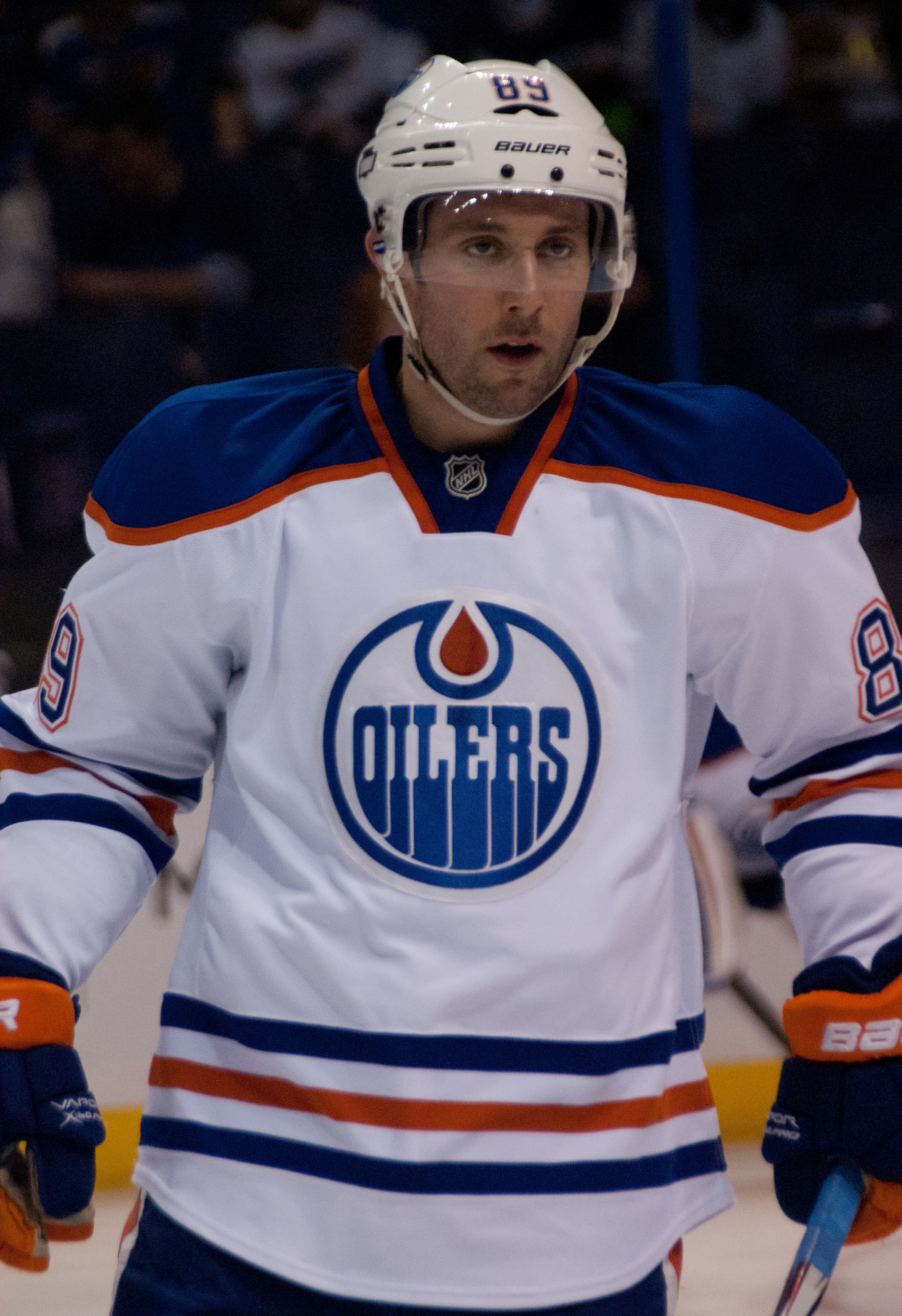
Сэм Ганье — единственный хоккеист НХЛ в XXI веке, набравший 8 очков за игру

В этом списке представлены игроки, которые набирали больше восьми очков в одном матче НХЛ. 8 очков в одной игре – феноменальное достижение в хоккее. За всю историю НХЛ такое событие происходило 16 раз с 13 разными игроками. И только одному игроку удалось набрать больше 8 очков за игру. 7 февраля 1976 года игрок «Торонто Мейпл Лифс» Дэррил Ситтлер установил рекорд лиги, набрав 10 очков в одном матче. Ситтлер забросил 6 шайб и сделал 4 результативные передачи во встрече с «Бостон Брюинз» в Торонто, а «Мейпл Лифс» выиграли со счётом 11:4.

## Интересные факты
- Два игрока — Патрик Сундстрём в 1988 году и Марио Лемьё в 1989 году — набирали по 8 очков в матчах плей-офф.
- Два игрока —  братья Петер и Антон Штястны набрали по 8 баллов в одной и той же игре 22 февраля 1981 года.
- Марио Лемьё трижды набирал 8 очков в одной игре и всё это в одном сезоне (1988/89) — дважды в регулярном чемпионате и один раз в плей-офф.
- Уэйн Гретцки — ещё один игрок, сумевший набрать 8 очков за игру больше одного раза за карьеру. В сезоне 1983/84 он сделал это дважды.
- Последним, кому удалось набрать 8 очков за игру, через 23 года после Лемьё, стал Сэм Ганье из «Эдмонтон Ойлерз». 2 февраля 2012 года в матче против «Чикаго Блэкхокс», закончившемся победой «Ойлерз» 8:4, Ганье забросил 4 шайбы и отдал 4 результативные передачи.

## 8 и более очков в одной игре
Легенда:
   ИС = Итоговый счёт в матче, ГП = Количество голов и передач, О = Количество очков

  Игрок = Хоккеист, набравший 8 очков в игре плей-офф
| #  | Игрок            | Команда             | Соперник             | Дата            | ИС   | ГП  | О  |
| -- | ---------------- | ------------------- | -------------------- | --------------- | ---- | --- | -- |
| 1  | Морис Ришар      | Монреаль Канадиенс  | Детройт Ред Уингз    | 28 декабря 1944 | 9:1  | 5+3 | 8  |
| 2  | Берт Олмстед     | Монреаль Канадиенс  | Чикаго Блэкхокс      | 9 января 1954   | 12:1 | 4+4 | 8  |
| 3  | Дэррил Ситтлер   | Торонто Мейпл Лифс  | Бостон Брюинз        | 7 февраля 1976  | 11:4 | 6+4 | 10 |
| 4  | Том Блейдон      | Филадельфия Флайерз | Кливленд Баронз      | 11 декабря 1977 | 11:1 | 4+4 | 8  |
| 5  | Брайан Троттье   | Нью-Йорк Айлендерс  | Нью-Йорк Рейнджерс   | 23 декабря 1978 | 9:4  | 5+3 | 8  |
| 6  | Петер Штястны    | Квебек Нордикс      | Вашингтон Кэпиталз   | 22 февраля 1981 | 11:7 | 4+4 | 8  |
| 7  | Антон Штястны    | Квебек Нордикс      | Вашингтон Кэпиталз   | 22 февраля 1981 | 11:7 | 3+5 | 8  |
| 8  | Уэйн Гретцки (1) | Эдмонтон Ойлерз     | Нью-Джерси Девилз    | 19 ноября 1983  | 13:4 | 3+5 | 8  |
| 9  | Уэйн Гретцки (2) | Эдмонтон Ойлерз     | Миннесота Норт Старз | 4 января 1984   | 12:8 | 4+4 | 8  |
| 10 | Пол Коффи        | Эдмонтон Ойлерз     | Детройт Ред Уингз    | 14 марта 1986   | 12:3 | 2+6 | 8  |
| 11 | Патрик Сундстрём | Нью-Джерси Девилз   | Вашингтон Кэпиталз   | 22 апреля 1988  | 10:4 | 3+5 | 8  |
| 12 | Марио Лемьё (1)  | Питтсбург Пингвинз  | Сент-Луис Блюз       | 15 октября 1988 | 9:2  | 2+6 | 8  |
| 13 | Берни Николлз    | Лос-Анджелес Кингз  | Торонто Мейпл Лифс   | 1 декабря 1988  | 9:3  | 2+6 | 8  |
| 14 | Марио Лемьё (2)  | Питтсбург Пингвинз  | Нью-Джерси Девилз    | 31 декабря 1988 | 8:6  | 5+3 | 8  |
| 15 | Марио Лемьё (3)  | Питтсбург Пингвинз  | Филадельфия Флайерз  | 25 апреля 1989  | 10:7 | 5+3 | 8  |
| 16 | Сэм Ганье        | Эдмонтон Ойлерз     | Чикаго Блэкхокс      | 2 февраля 2012  | 8:4  | 4+4 | 8  |

### Основная
- Dinger, Ralph. National Hockey League Official Guide & Record Book (англ.). — 2013. — Toronto: Dan Diamond, 1932. — ISBN 978-1-894801-24-9.

#### дополнительно
- Рекорды НХЛ: Очки (англ.) на Legends of Hockey (англ.)
- Рекорды НХЛ: Очки в плей-офф (англ.) на Legends of Hockey (англ.)